# Jamyang Kyi
Jamyang Kyi (n. Amdo, al noroeste del Tíbet, 1965) es una cantante, escritora feminista y periodista china.

## Carrera como cantante
Ella misma compone y escribe sus propias canciones que los interpreta en sus conciertos. Desde los años 90, grabó varios álbumes de los cuales "Oración", "Karma" y "Distant Lover". Jamyang Kyi se hizo muy popular en el Tíbet con un álbum titulado "Mensaje de corazón", lanzado en 1997. La música de Jamyang Kyi ha sido influenciado por la música popular moderna y tradicional de diferentes regiones del Tíbet.

## Carrera periodística
Jamyang Kyi también ejerce la carrera como periodista en una cadena de televisión, y a la vez como escritora. Ha presentado programas en tibetano en la cadena televisiva estatal de Qinghai durante más de 20 años. Desde el año 2005, compuso ensayos sobre el destino de las mujeres tibetanas. Ha publicado artículos, incluyendo sobre los tratos ilegales de las niñas según (Qinghai Diario, edición en lengua tibetana, 30/11/05) y sobre el estatuto de la mujer en la sociedad tibetana. Ella describe en particular la existencia de los matrimonios forzados.
También publicó artículos sobre las relaciones entre la educación y la ethniques. Después de su viaje a los Estados Unidos en 2006, ella también estaba muy interesada sobre la protección de la cultura y la igualdad entre hombres y mujeres, publicado en textos sobre estos temas en su blog.